# Cerithioderma
Cerithioderma is een geslacht van weekdieren uit de klasse van de Gastropoda (slakken). 

## Soort
- Cerithioderma pacifica Dall, 1908